# Stasiopole
Stasiopole ist ein Dorf der Gemeinde Dąbrówka im Powiat Wołomiński in der Woiwodschaft Masowien, Polen.